# Селина Кайл (трилогия «Тёмный рыцарь»)
Сели́на Кайл (англ. Selina Kyle), также известная как Же́нщина-ко́шка (англ. Catwoman) — героиня трилогии «Тёмный рыцарь» (2005—2012) Кристофера Нолана, основанная на одноимённом персонаже комиксов DC Comics. Исполнительница роли — Энн Хэтэуэй.
Селина изображена как воровка, стремящаяся уничтожить данные о своих преступлениях. Она продаёт отпечатки пальцев Брюса Уэйна бизнесмену Джону Даггетту с целью получения программы «Чистый лист», способной стереть информацию о её преступлениях со всех баз данных, однако тот её обманывает. Впоследствии линчеватель Бэтмен, коим и является Уэйн, предоставляет ей «Чистый лист» в обмен на помощь в спасении Готэма от революционера Бейна.
За исполнение своей роли Хэтэуэй получила положительные отзывы рецензентов, которые особо отметили переход Селины от злодейки к героине. Данная роль принесла актрисе ряд наград и номинаций.

## Образ
При первой встрече с Кристофером Ноланом и участии в прослушивании Энн Хэтэуэй считала, что пробуется на роль Харли Квинн. «На мне был красивый, но безумно сшитый топ от Вивьенн Вествуд с полосками во все стороны. На ногах были туфли в стиле Джокера. И я пыталась выдать Крису безумную маленькую улыбку». «Где-то через час он сказал: „Уверен, мне не следует говорить тебе об этом, но это роль Женщины-кошки“. Я сразу переключилась на другую волну», — рассказала актриса. Нолан увидел в Хэтэуэй «нечто очень важное, необходимое для этой роли, — она невероятно талантливая, но при этом натуралистичная актриса, что делает её великолепной. Кроме того, она обладает потрясающим театральным мастерством. [Селина] — многослойный персонаж, и нам нужна была замечательная исполнительница, способная справиться с этой задачей». На роль Женщины-кошки также претендовали такие киноактрисы, как Кейт Мара, Кира Найтли, Шарлотта Райли, Джемма Артертон, Натали Портман, Джессика Бил, Блейк Лайвли, Оливия Уайлд и Леди Гага.
Готовясь к роли, Хэтэуэй много занималась в тренажёрном зале и танцами; она назвала эту роль самой физически тяжёлой в своей карьере. Энн заявила, что хотела сыграть Женщину-кошку ещё с детства, поскольку любила чувство юмора, хитрость и независимость этого персонажа. Также Хэтэуэй рассказала о секретности, царящей во время производства фильма: ей не удалось взять сценарий домой, а когда во время кинопроб она взяла отрывки из сценария, продюсер был вынужден выследить её местоположение и забрать их. В дополнение к прочему актриса отметила, что в большинстве боевых сцен снималась на каблуках.
Хэтэуэй, наряду с Мишель Пфайффер и Хэлли Берри, поддержала Зои Кравиц, исполнительницу роли Селины в ленте Мэтта Ривза «Бэтмен» (2022), и посоветовала ей изобразить героиню по своему.

## Вымышленная биография
Селина Кайл жила в Готэме со своей подругой Джен в небольшой квартире. Они воровали драгоценности и деньги у богатых людей, чтобы помогать нуждающимся. Также целью Селины было очистить данные о своём криминальном прошлом со всех баз данных на планете, на что способна специальная программа «Чистый лист». Девушка заключает сделку с Джоном Даггетом, согласно которой она крадёт отпечатки пальцев Брюса Уэйна, а Даггет предоставляет ей «Чистый лист». Селина выполняет задание, попутно украв колье матери Брюса, однако впоследствии Даггет обманывает её. Она вызывает полицию и уходит с места проведения сделки.
Вскоре Кайл подвергается нападению со стороны приспешников Даггета, однако прибывает супергерой Бэтмен и спасает её. Тёмный рыцарь предлагает ей помочь получить «Чистый лист» в обмен на информацию о местонахождении Бейна, революционера и нового лидера Лиги Теней. Селина направляет его в ловушку Бейна. Там же девушка узнаёт, что под маской Бэтмена скрывается Брюс.
Опасаясь Бейна, Селина решает покинуть Готэм, однако в аэропорту её задерживает детектив Джон Блейк. Преступницу заключают в тюрьму «Блэкгейт». Вскоре, после революции Бейна и устроенной им анархии в Готэме, Кайл сбегает из тюрьмы и, вместе с Джейн, обустраивается в новом доме. Впоследствии Брюс, поверив, что Селина способна на благие деяния, даёт ей флешку с программой «Чистый лист» и просит помочь спасти город от Бейна. Облачившийся в плащ Уэйн снабжает девушку Бэтподом. Кайл очищает центральный тоннель от завалов, чтобы вывести людей, а также уничтожает группу Талии Аль Гул — второй руководительницы Лиги Теней. Также она спасает Бэтмена от Бейна и убивает последнего. Бэтмен решает пожертвовать собой ради спасения Готэма и улететь подальше от города вместе с нейтронной бомбой Бейна и Талии. На прощание Селина целует супергероя.
Спустя время выясняется, что Уэйн инсценировал свою смерть и уехал вместе с Кайл во Флоренцию (Италия).

## В других медиа
В игре 2012 года The Dark Knight Rises, основанной на фильме «Тёмный рыцарь: Возрождение легенды», Селину озвучила Элисон Морган.

## Восприятие
Роберт Питмен, рецензент Screen Rant, назвал отношения Селины Кайл и Брюса Уэйна «одной из самых динамичных интерпретаций франшизы», а также подчеркнул её путь искупления, когда на протяжении фильма она превращается из злодейки в героиню; критик резюмировал, что «именно Селина Кайл в исполнении Энн Хэтэуэй помогла Брюсу покинуть Готэм и стала своего рода катализатором завершения истории Бэтмена». Также её сюжетную линию положительно оценил критик веб-сайта Collider, Девон Джеймс, отметив её «превращение из корыстной воровки в девушку, стремящуюся помочь в борьбе за правое дело».
Версия Селины Кайл в исполнении Энн Хэтэуэй заняла 5-е место в рейтинге всех киновоплощений Женщины-кошки, составленном Collider.

### Награды и номинации
За своё исполнение Хэтэуэй получила награды IGN People’s Choice Award в категории «Лучшая киноактриса», «Сатурн» в категории «Лучшая киноактриса второго плана» и Teen Choice Awards в категории «Choice Movie: Актриса в экшн-фильме».
Также Энн удостоилась номинаций на следующие премии: «Альянс женщин-киножурналистов» и «Выбор критиков» в категории «Лучшая женская роль в боевике», «Империя» в категории «Лучшая женская роль», Kids’ Choice Awards в категории «Favorite Female Buttkicker», «Ассоциация кинокритиков Лос-Анджелеса» в категории «Лучшая женская роль второго плана» (второе место), MTV Movie Awards в категории «Лучший киногерой», New York Film Critics Circle в категории «Лучшая женская роль второго плана», People’s Choice Awards в категории «Любимый актёр, сыгравший героя» и Rembrandt Award в категории «Лучшая иностранная актриса».